# HTML-Editor
Ein HTML-Editor ist Oberbegriff für eine Anwendungssoftware, mit der man Webseiten mit HTML-Code erstellen und bearbeiten kann. Einige Editoren können auch mit auf Webservern eingesetzten Skriptsprachen, wie zum Beispiel PHP und JavaScript, oder Stylesheet-Sprachen wie zum Beispiel CSS umgehen.
Dabei unterscheidet man zwischen textbasierten Programmen, bei denen direkt der Quellcode editiert wird, und sogenannten WYSIWYG-Editoren, bei denen die Seite beim Bearbeiten so angezeigt wird, wie sie der Browser später darstellt. Bei Letzteren wird meist keine Kenntnis der HTML-Sprache benötigt. Häufig ermöglichen WYSIWYG-Editoren zusätzlich, den Quellcode auch direkt zu bearbeiten. Viele HTML-Editoren unterstützen Autovervollständigung und besitzen eine so genannte Syntaxhervorhebung, welche Tags im Quellcode farblich kenntlich macht.
Die Definition von HTML-Editoren und deren Abgrenzung zu normalen Texteditoren ist nicht trennscharf, da HTML-Code auch in jedem normalen Texteditor geschrieben werden kann.